# アントニオス・ペパノス
アントニオス・ペパノス（Antonios Pepanos ギリシア語: Αντώνιος Πέπανος, 1866年- 1918年）はギリシャの競泳選手。
1896年のアテネオリンピックに30歳で出場、500m自由形で、8分12秒6で優勝したパウル・ノイマンに次いで9分57秒6で泳ぎ2位に入った。